# Hereweg 110 (Groningen)
Het pand Hereweg 110 in de stad Groningen is een woonhuis in ecletische stijl met neo-maniëristische elementen, dat is aangewezen als gemeentelijk monument.

## Beschrijving

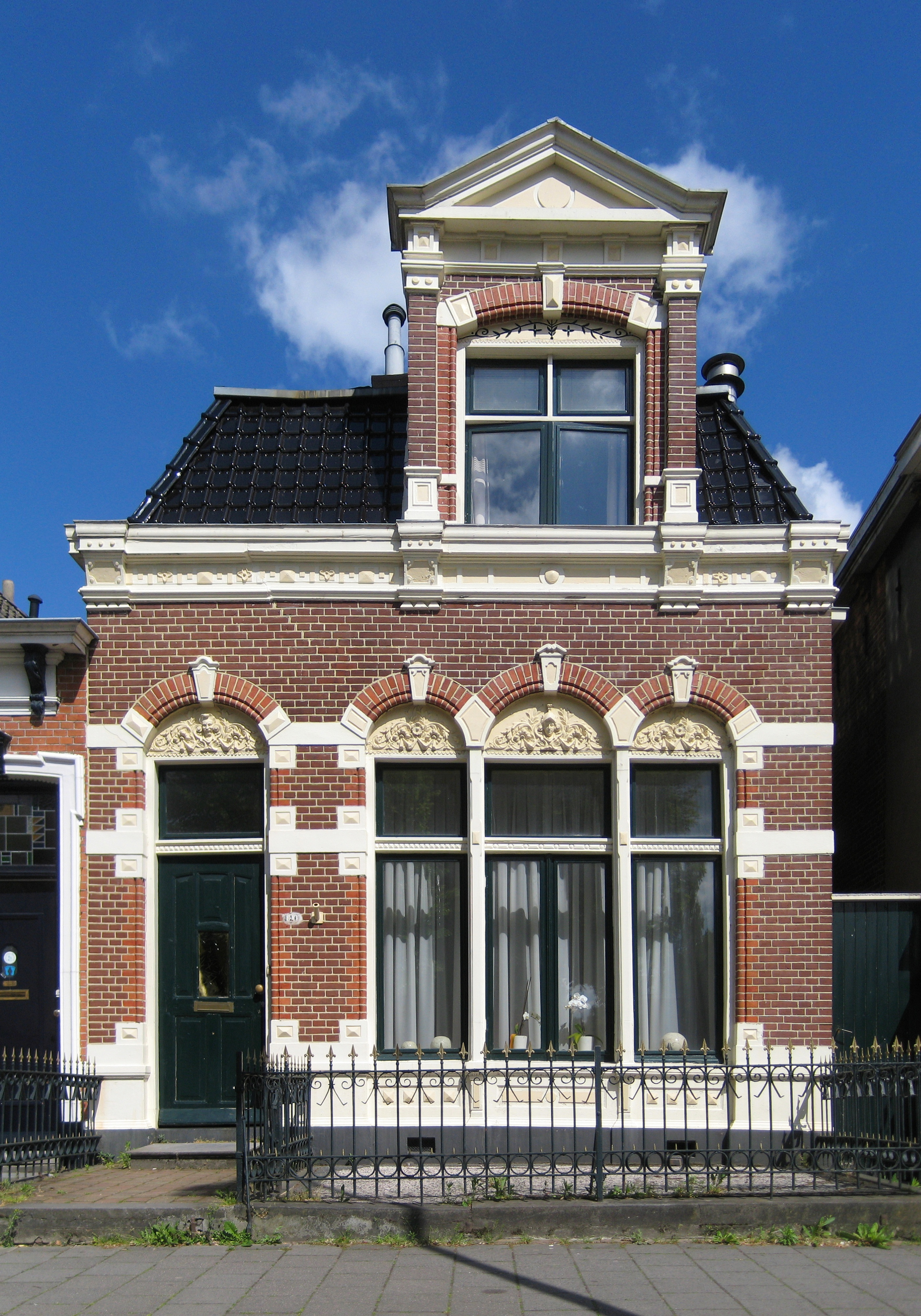
Het pand Hereweg 110 in 2011

Het huis, ontworpen door de architect S. van Veen (1847-1932), staat aan de oostzijde van de Hereweg nabij de Anna Paulownastraat. Het werd in 1894 gebouwd in opdracht van A. Boorsma en was in 1931 eigendom van de schuin tegenover gelegen fietsenfabriek Fongers. Het pand telt één bouwlaag en bestaat uit een deels onderkelderd voorhuis onder een mansardedak met een kajuit, dat via een lager tussenlid is verbonden met een achterhuisje onder zadeldak. Het voorerf van het pand wordt van de straat gescheiden door een smeedijzeren hekwerk.
Het voorhuis heeft een in bruinrode baksteen uitgevoerde voorgevel, waarin zich links de voordeur en rechts een driedelig venster bevindt. De gevel is opgetrokken boven een gepleisterde plint met diamantkoppen. De voordeurstoep is vervaardigd uit hardsteen. Tussen de boven-, midden- en onderdorpels van voordeur en vensters zijn gestucte banden aangebracht. Deze zijn bij de kozijnen voorzien van eveneens gestucte vierkante vlakken, die ook met diamantkoppen zijn versierd. De dagkanten en boogsegmenten van de gevelopeningen zijn vervaardigd uit helderrode profielsteen. De boogtrommels daarboven zijn voorzien van in stuc uitgevoerde decoraties met koppen en bloemenmotieven. Ook de aanzet- en sluitstenen van de segmentbogen zijn versierd met stucwerk. Het houtwerk van de kozijnen is geprofileerd. De kroonlijst, die op vier plaatsen is verkropt, is gedecoreerd in een neo-maniëristische stijl. In de achtergevel van het voorhuis zijn drie speklagen aangebracht. Ook bevindt zich hier een gevelsteen met de tekst "Deze steen is gelegd door A. Boorsma 1894". De dubbele glazen deuren in de achtergevel zijn aan de onderkant voorzien van kussenpanelen.
De kajuit in het dakschild van de voorgevel is uitgevoerd met gemetselde pilasters, die zijn voorzien van in stuc uitgevoerde basementen en kapitelen. In de kajuit bevindt zich een tweedelig venster met bovenlichten. De boogtrommel van de segmentboog daarboven is versierd met een bloemenmotief. De kajuit wordt bekroond door een driehoekige fronton met gedecoreerde siervakken. Het dak van het voorhuis is belegd met geglazuurde Tuiles du Nord.
Het achterhuisje is opgetrokken in rode baksteen en bevat drie in een gele steen uitgevoerde speklagen, die identiek zijn aan die in de achtergevel van het voorhuis. Het is voorzien van geprofileerde windveren met eenvoudig uitgevoerde makelaars. Bij het achterhuisje is een houten toilethokje uitgebouwd. De dakranden daarvan zijn, evenals die van het tussenlid, uitgevoerd met daklijsten met ajourwerk.
Waardering
Het pand is aangewezen als gemeentelijk monument, mede vanwege "zijn situering als representant van een groep nog goed bewaard gebleven eenlaagse woonbebouwing aan de oostzijde van de Hereweg" en daarmee vanwege zijn "belang voor de stedenbouwkundige ontwikkeling van dit gebied". Ook van belang is dat de vormgeving van het huis "kenmerkend is voor de architectuur uit het laatste kwart van de 19de eeuw"', wat onder meer tot uiting komt "in de gevarieerd toegepaste bouwmaterialen".